# Próba Varestraint
Próba Varestraint – znormalizowana próba badania skłonności do pękania na gorąco materiału spawanego oraz materiałów dodatkowych. Umożliwia określenie wpływu procesów spawalniczych i parametrów spawania na powstawanie pęknięć gorących.  

## Przebieg próby
Na próbkę o wymiarach 220 × 50 × 10 mm nakładana jest napoina. W momencie dojścia łuku spawalniczego do określonego punktu sterowane pneumatycznie lub mechanicznie jarzmo zgina gwałtownie próbkę odtwarzając krzywiznę górnej powierzchni wymiennego bloku. Łuk spawalniczy przemieszcza się dalej po zgiętej próbce i jest wygaszany przy jej końcu.
Odkształcenie skrajnych włókien próbki wylicza się ze wzoru:
ε = {\displaystyle {\tfrac {g}{2R}},}
gdzie:
g - grubość próbki [mm],
R - promień krzywizny górnej powierzchni bloku [mm].

### Kryteria technologicznej oceny wytrzymałości
1. próg pękania,
2. sumaryczna długość pęknięć,
3. maksymalna długość pojedynczego pęknięcia.

Kryteria 1. i 2. określają odporność materiału metalowego na powstawanie pęknięć gorących a kryterium 3. określa zakres kruchości wysokotemperaturowej.